# Zwierzyniec (powiat grudziądzki)
Zwierzyniec – osada leśna w Polsce położona w województwie kujawsko-pomorskim, w powiecie grudziądzkim, w gminie Rogóźno.
W latach 1975–1998 miejscowość administracyjnie należała do województwa toruńskiego.

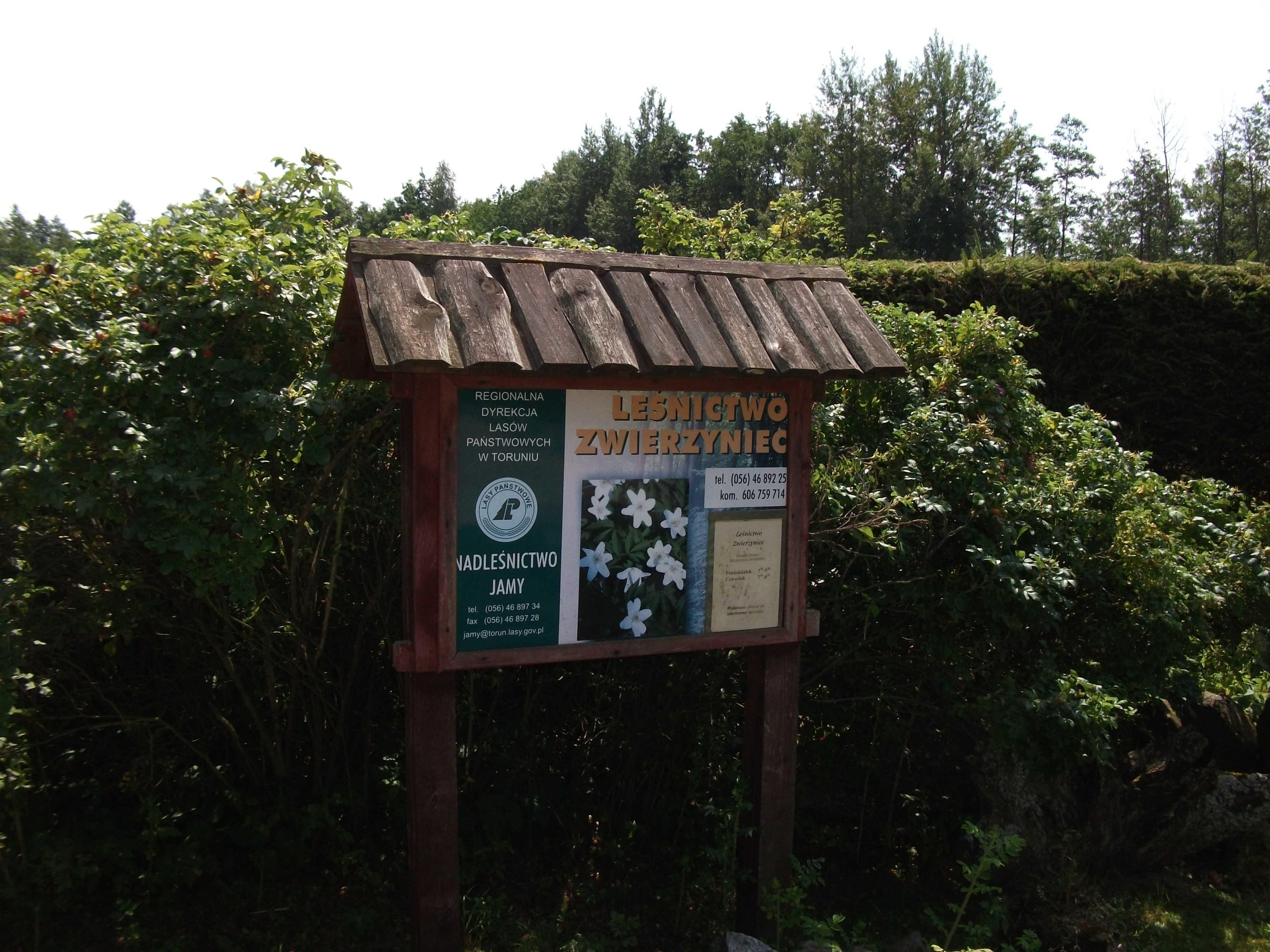
Zwierzyniec

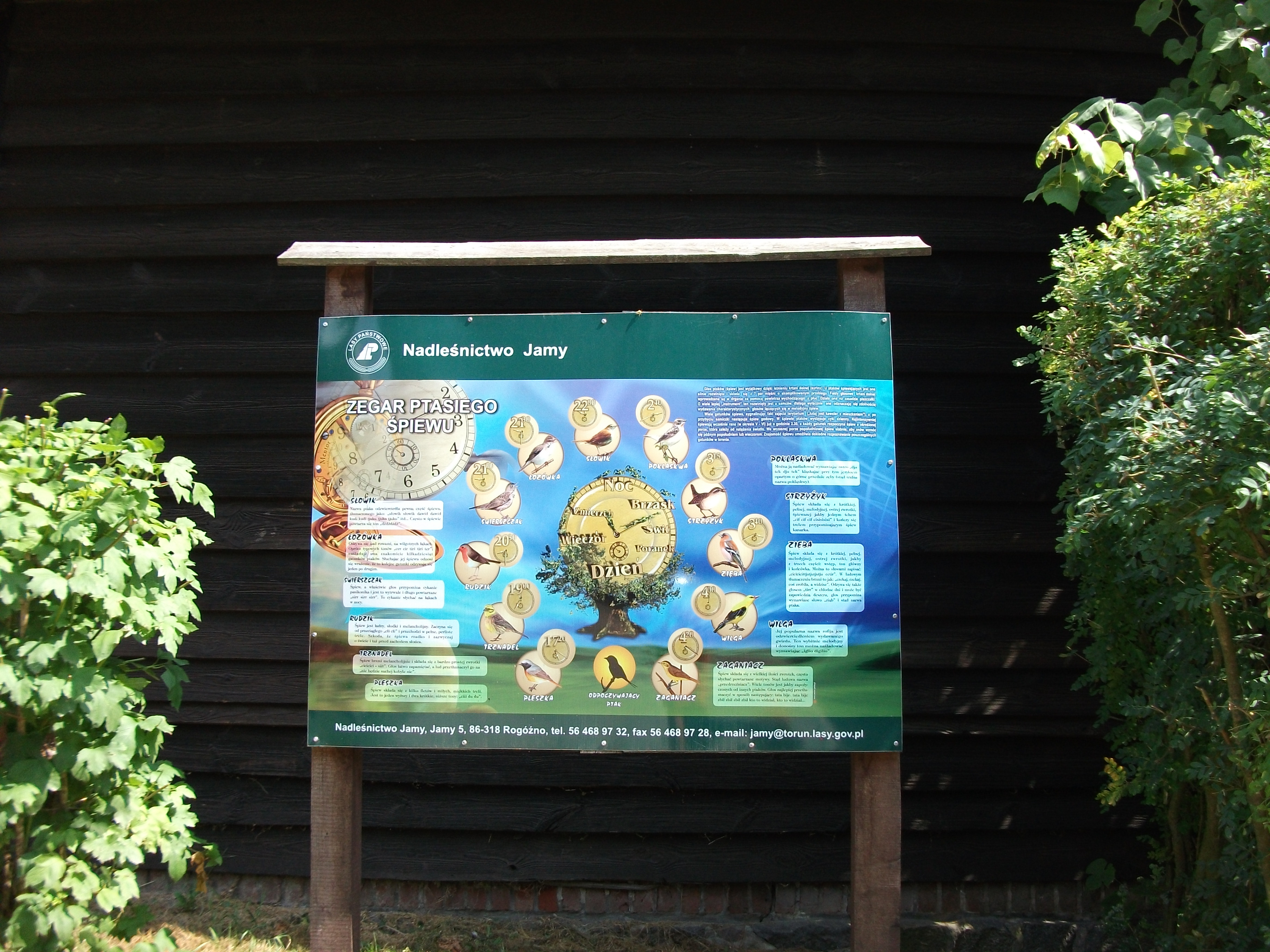
Zwierzyniec